# حاصرات الدرقية
أثناء وقوع حادث نووي، قد يتم إطلاق اليود المشع، وبالتالي تلوث التربة والأسطح والغذاء والماء، وكذلك يمكن أن يستقر على جلد الفرد وملابسه مما يؤدي إلى التعرض الخارجي. يمكن إزالة اليود المشع المترسب أثناء التعرض الخارجي عن طريق الغسيل بالماء الدافئ والصابون.
ويحدث نوع آخر من التعرض الذي ينطوي على مخاطر أكبر على صحة الإنسان عند استنشاق اليود المشع أو تناوله أو عند استهلاك مواد مثل الأغذية أو الحليب أو الماء الملوثة. يحدث التعرض الداخلي أو التشعيع عندما يدخل اليود المشع إلى الجسم ويتراكم في الغدة الدرقية.
تتعرض الغدة الدرقية لخطر خاص من التشعيع باليود المشع لأن الغدة الدرقية تستخدم اليود لإنتاج الهرمونات التي تنظم عملية التمثيل الغذائي في الجسم. الغدة الدرقية لا تفرق بين اليود غير المشع واليود المشع. قد يؤدي تناول اليود المشع إلى زيادة خطر الإصابة بسرطان الغدة الدرقية، خاصة عند الأطفال. كلما كان عمر التعرض أصغر، كلما زاد خطر الإصابة بسرطان الغدة الدرقية.
في هذه الحالة، يتم استخدام يوديد البوتاسيوم لحماية أو منع الغدة الدرقية من التشعيع. المعروف باسم حجب الغدة الدرقية، حيث أن تناول يوديد البوتاسيوم (KI) 1 قبل أو في بداية التعرض لليود المشع يمنع امتصاص اليود المشع بواسطة الغدة الدرقية، وبالتالي يقلل من تعرض الغدة الدرقية للإشعاع الداخلي.
يُطلق على يوديد البوتاسيوم (KI) ويودات البوتاسيوم (KIO3) اسم حاصرات الغدة الدرقية عند استخدامها في الحماية من الإشعاع.
إذا تناول شخص ما جرعة من أحد هذه المركبات الكيميائية، فقد تتشبع الغدة الدرقية باليود المستقر، مما يمنع تراكم اليود المشع الموجود بعد الانصهار أو الانفجار النووي.